# Grive de Verreaux
Turdus mupinensis
Espèce
Statut de conservation UICN

 LC  : Préoccupation mineure
La Grive de Verreaux (Turdus mupinensis) est une espèce de passereaux de la famille des Turdidae.